# 2008年夏季奥林匹克运动会格林纳达代表团
2008年夏季奥林匹克运动会格林納達代表团会参加2008年8月8日至24日在中国北京主办的第29届夏季奥运。代表团只有1人，他參與拳道項目。

## 拳擊
- Rolande Moses